# Parque nacional natural Tatamá
El Páramo Tatamá es un páramo colombiano situado sobre los 4200 m s. n. m. y está ubicado en la Cordillera Occidental, entre los departamentos de Chocó, Valle del Cauca y Risaralda.
Es conocido por su geografía agreste y sus empinadas laderas, lo que le ha merecido la fama de único páramo virgen del mundo y además uno de los más inaccesibles.

## Descripción
Su ubicación geográfica, la presencia de un páramo virgen y el excelente estado de conservación en que se encuentra, convierten al Parque Natural Tatamá en un área protegida de alto interés científico y un refugio natural intacto para muchas especies vegetales y animales. El parque se destaca en la Cordillera Occidental por el excelente estado de conservación de sus ecosistemas. En su territorio nacen afluentes que drenan en las vertientes de los ríos San Juan y Cauca y en su parte más alta alberga el páramo de Tatamá, que junto con los de Frontino y El Duende son los únicos tres páramos de Colombia que no han sufrido alteración humana.

## Ubicación
Su área se distribuye entre los municipios de San José del Palmar y Tadó en el Chocó, El Águila en el Valle del Cauca, y Santuario, Pueblo Rico, Apía y La Celia en Risaralda, todos pertenecientes al área del Chocó biogeográfico. En su cima se puede encontrar el centro de atención, lugar en el que se pueden encontrar guías para realizar el recorrido por el parque.
Se encuentra catalogado como el parque nacional natural n.º 36 en la lista de protección de áreas naturales del SINAP.